# تیتان دو جی ال وی
تیتان ۲ جی ال وی (Gemini Launch Vehicle) یک سیستم پرتاب مصرفی آمریکایی برگرفته از موشک تیتان دو بود که برای پرتاب دوازده مأموریت جمینای برای ناسا بین سال‌های ۱۹۶۴ و ۱۹۶۶ استفاده شد. دو پرتاب بدون خدمه و به دنبال آن ده خدمه از مجتمع پرتاب ۱۹ در ایستگاه نیروی هوایی کیپ کاناورال انجام شد که با جمینای ۱ در ۸ آوریل ۱۹۶۴ شروع شد.
موشک تیتان دو، یک موشک با سوخت مایع دو مرحله‌ای بود که از ترکیب پیشرانه هایپرگولیک از سوخت آئروزین ۵۰ و اکسید کننده دی‌نیتروژن تتراکسید استفاده می‌کرد. مرحله اول توسط یک موتور جت LR87 (با دو محفظه احتراق و نازل، تغذیه شده توسط مجموعه‌های جداگانه از توربو ماشین آلات)، و مرحله دوم توسط یک موتور LR-91 حرکت می‌کرد.

## پروازها

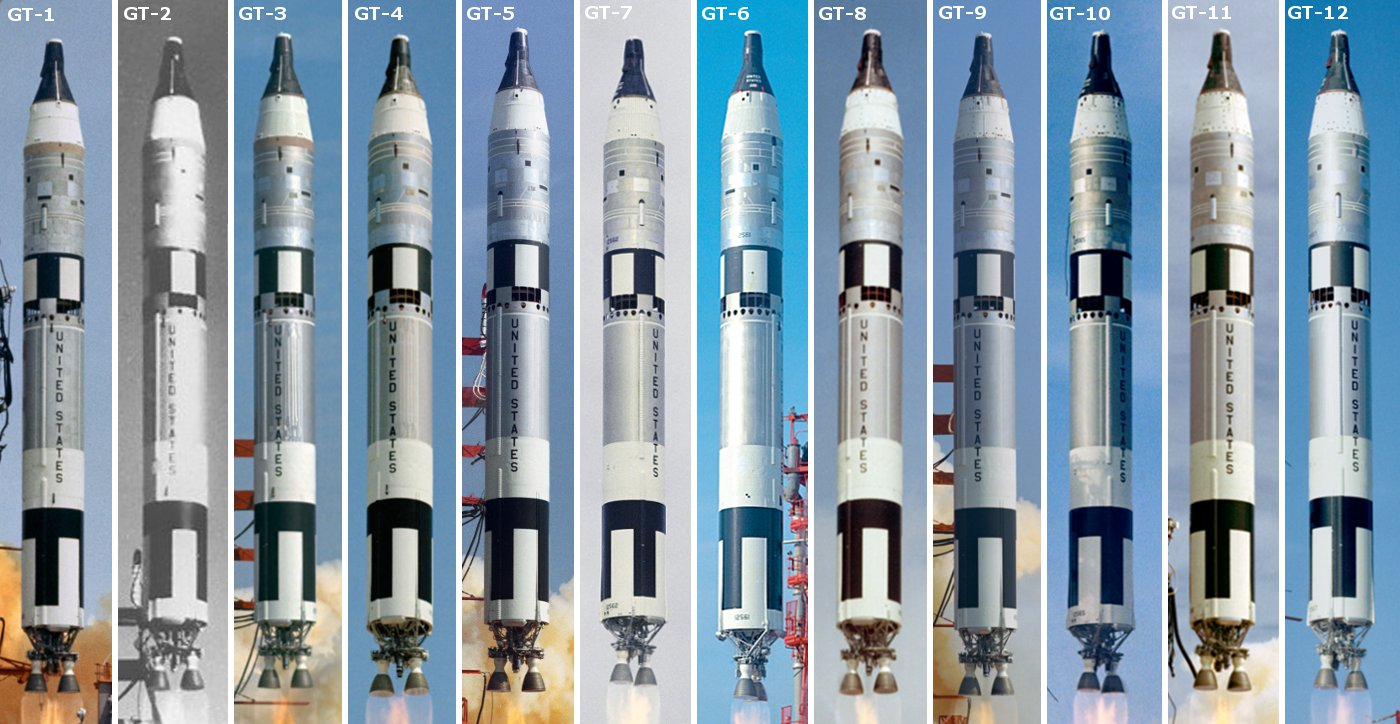
Titan II GLV راه اندازی شد

تیتان دو نسبت رانش به وزن بسیار بالاتری نسبت به ساترن ۵ داشت. فضانوردان تقریباً 6G را قبل از توقف مرحله دوم در ۱۰۰ مایل (۱۶۰ کیلومتر) تجربه کردند. ارتفاع. ریچارد اف. گوردون جونیور تیتان ۲ را با «سواری یک خلبان جنگنده جوان. سریعتر از سواری پیرمرد زحل» مقایسه کرد. فرانک بورمن گفت که شبیه‌سازی‌ها او را برای صدای «تقریباً کرکننده» که او آن را با پس‌سوز جت یا قطار بزرگ مقایسه می‌کند، آماده نکرده است. والتر شیرا و گوردون کوپر گزارش دادند که سواری نرم‌تر از اطلس بود.

## نگارخانه
دو موشک بازنشسته تیتان دو به نمایش گذاشته شده‌اند که به‌عنوان وسایل نقلیه پرتاب جمینای رنگ‌آمیزی شده‌اند.

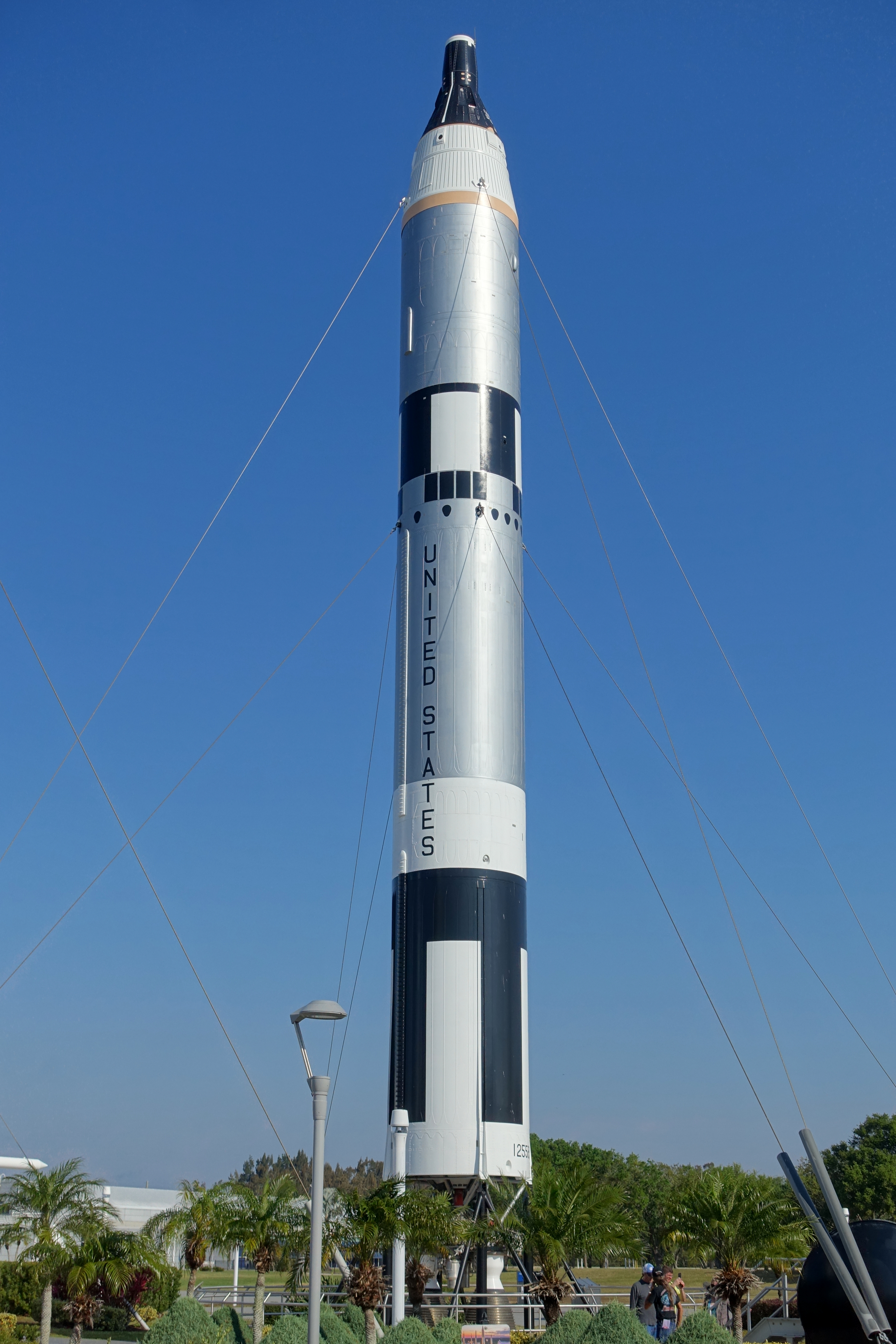
موشک Titan II، با رنگ GLV-3 12558 (Gemini 3)، در باغ موشک KSC .
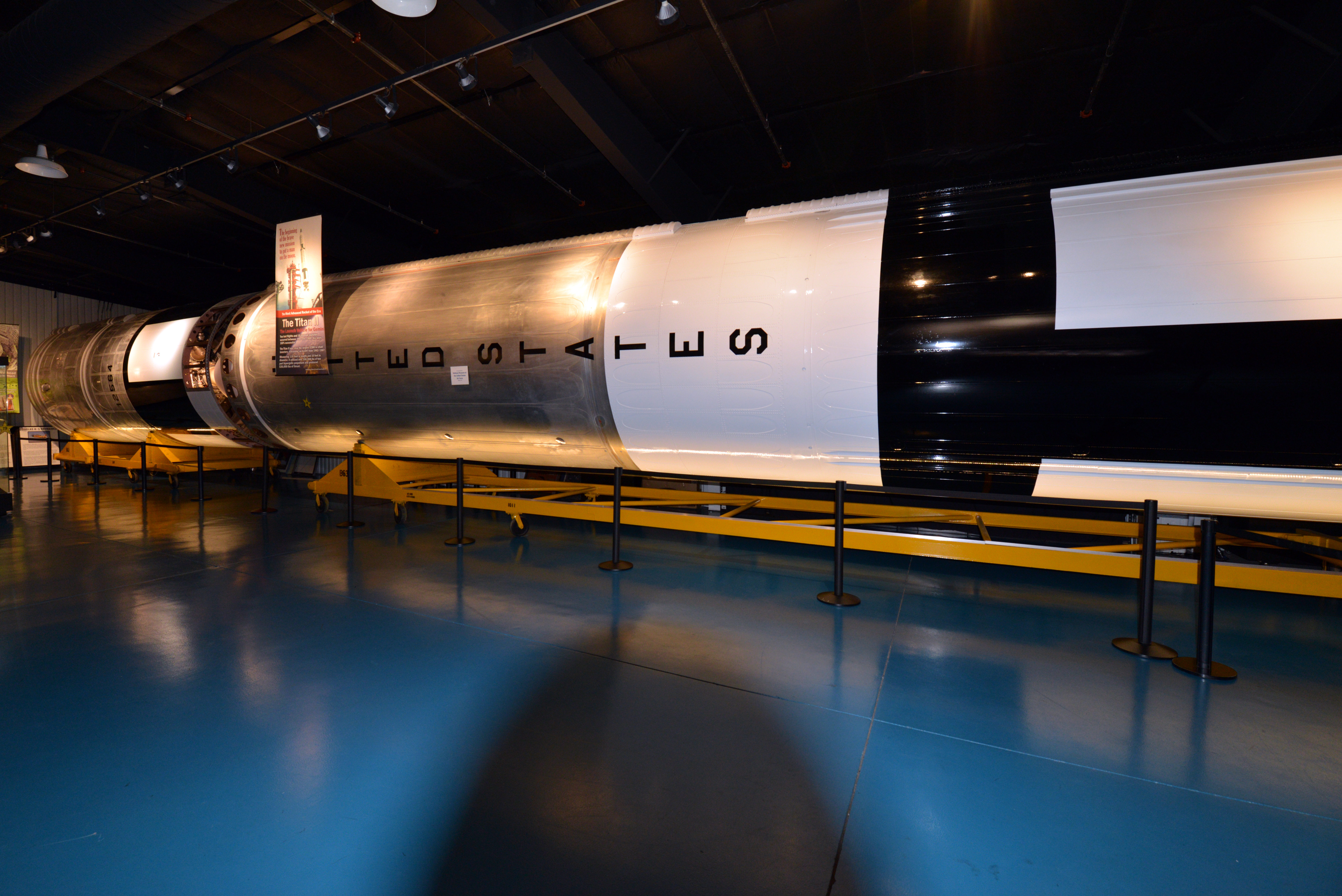
موشک Titan II، رنگ آمیزی مجدد به عنوان GLV-9 12564 (Gemini 9A)، در موزه هوا و فضای استافورد .
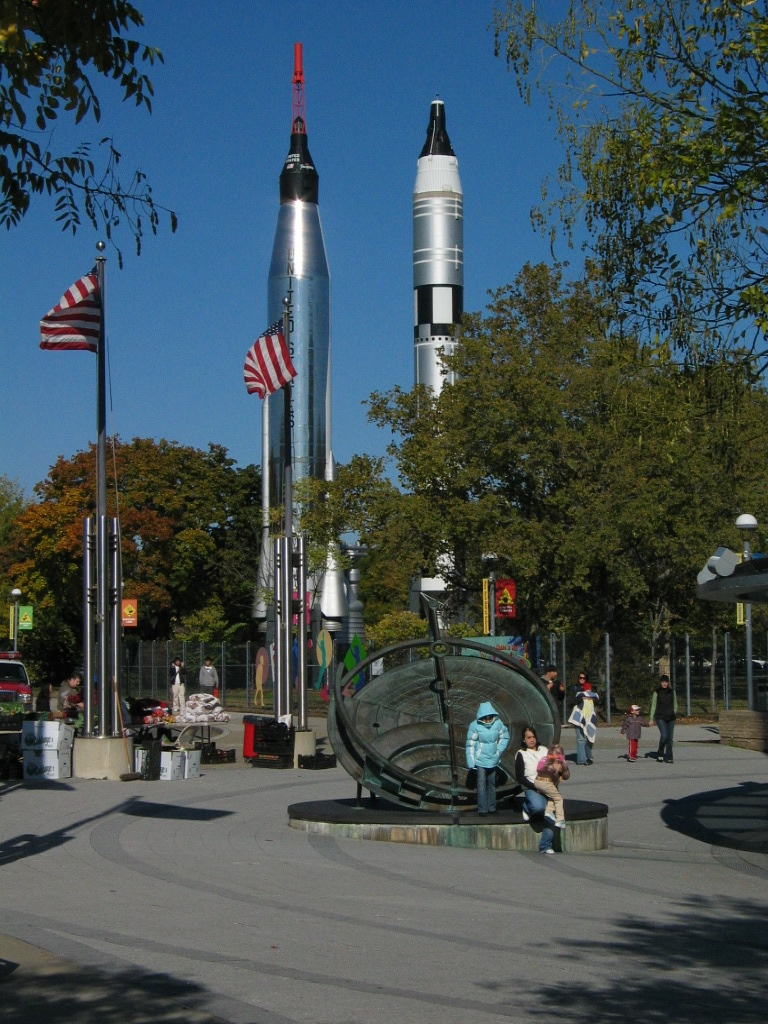
ماکت Gemini-Titan II (سمت راست) در تالار علوم نیویورک ،
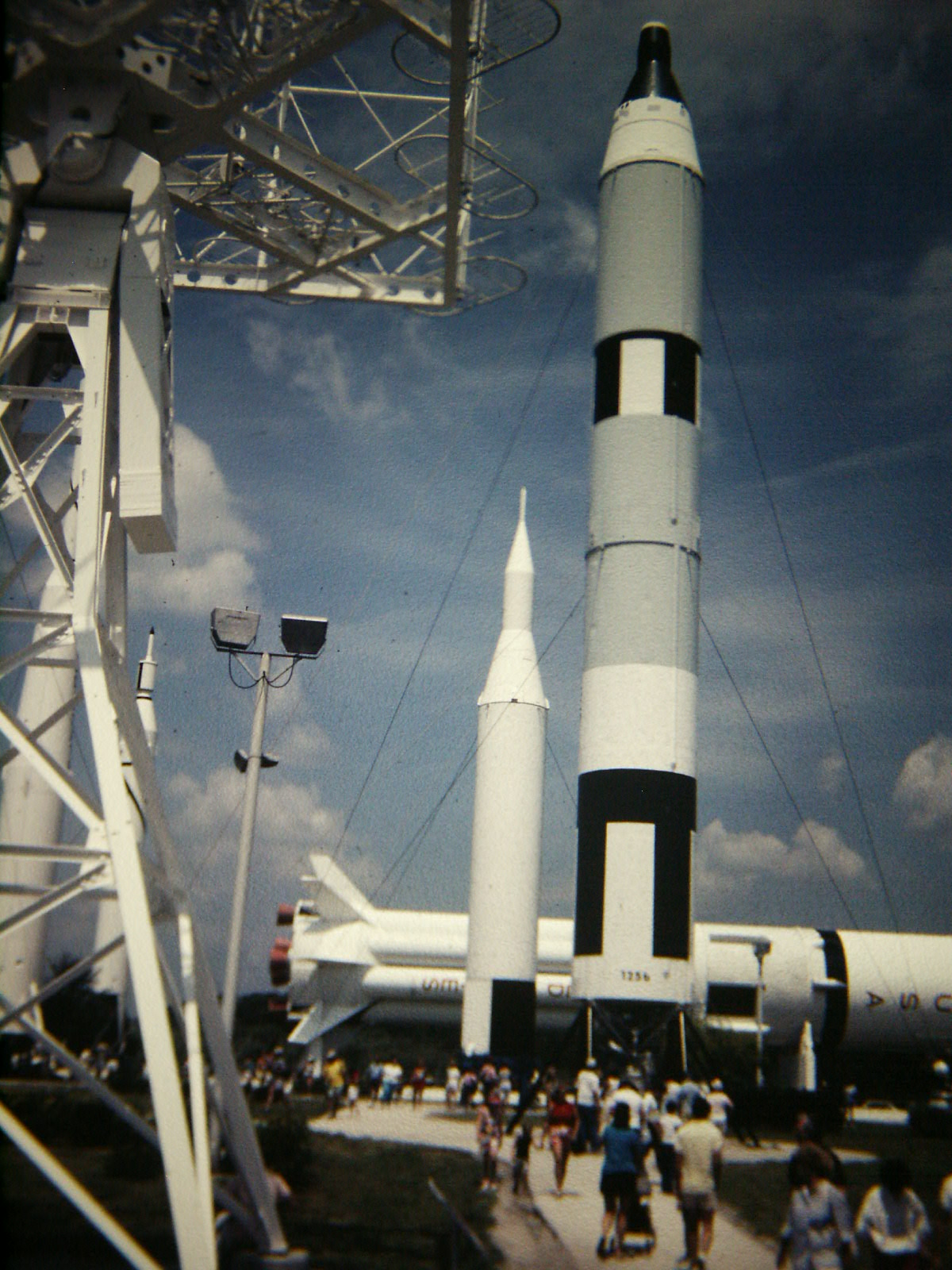
ماکت Gemini-Titan II که از دو مرحله اول تایتان I در KSC Rocket Garden ایجاد شده است.
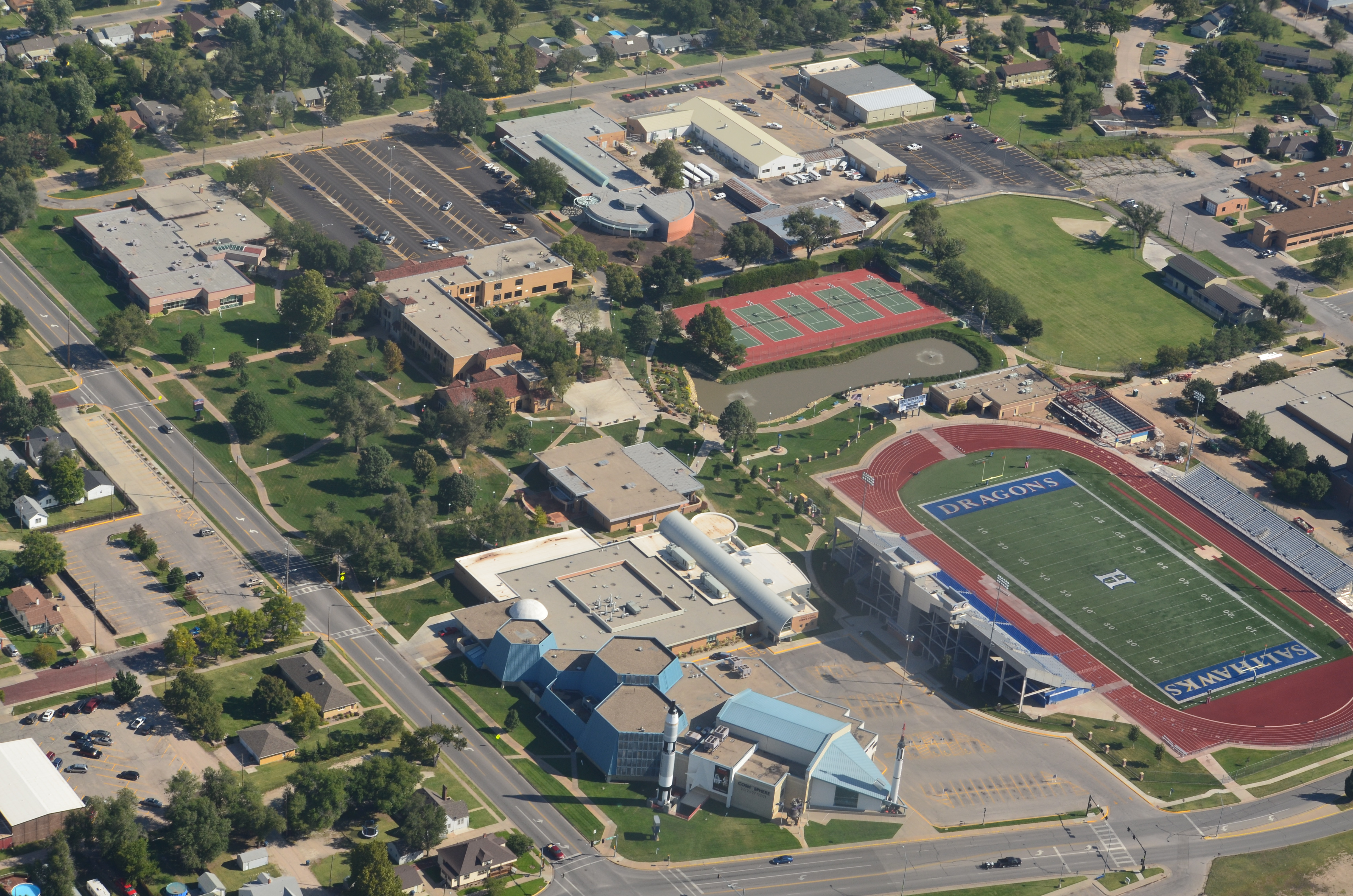
ماکت Gemini-Titan II (پایین) در مرکز فضایی و کیهان کانزاس .